# 韓國—獅子山關係
韩国－塞拉利昂关系是指大韓民國和塞拉利昂共和国（意譯狮子山；音譯塞拉利昂）之間的双边關係。

## 政治交流
1962年6月25日，大韓民國与獅子山共和國建立外交关系，此后两国关系友好发展。
2015年，新任塞拉利昂副总统维克多·福访问韩国，并得到了韩国外交部长尹炳世的接见。维克多·福对于韩国援助塞拉利昂抗击埃博拉疫情表示感谢，称韩国是塞拉利昂“真正的朋友”，并希望韩国继续参与该国的疫後援建工作，加强两国在经济、教育、农业和基础设施等领域的合作关系。尹炳世亦表示对于韩国能够支援塞拉利昂感到高兴，并提出了协助塞拉利昂完善饮用水设施等领域的合作构想。

### 外交机构
韩国暂未在獅子山设立大使馆，对獅子山的相关事务由韩国驻尼日利亚大使馆兼辖。2023年，韩国政府决定在弗里敦开设大使馆。
獅子山在首尔设有大使馆，开设于2014年2月，为该国在亚太地区唯二的大使馆，馆务辖区为新加坡、马来西亚、菲律宾、印尼与文莱。

## 经济合作

### 贸易
2019年，韩、塞双边贸易总额达到2400万美元。其中韩国向獅子山出口800万美元，从獅子山进口1600万美元。

## 援助
2014年11月，對於埃博拉疫情在獅子山擴散，大韓民國政府宣布派遣医疗队前往獅子山，11月14日，韩国先遣队抵达獅子山了解了疫情，自2014年12月27日起至2015年3月22日起，韩国政府共派遣了三批医疗队前往支援塞拉利昂抗击埃博拉疫情。